# Travertino Toscano

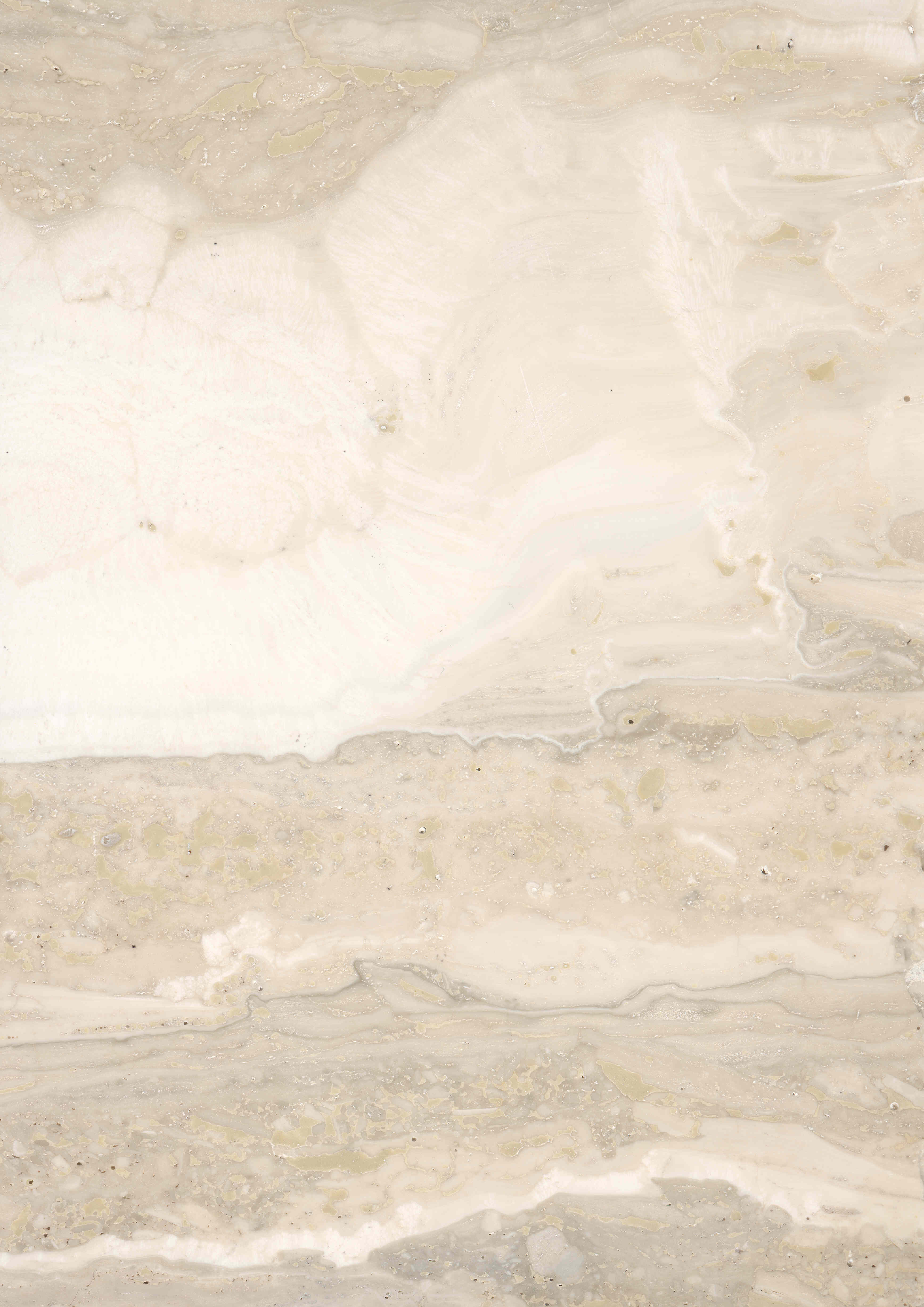
Muster eines Travertino Toscano (ca. 25 × 15 cm)

Travertino Toscano ist ein Süßwasserkalkstein, der im Siena-Sedimentbecken während des Holozäns entstand. Abgebaut wird dieser Travertin im Osten dieses Beckens nahe der italienischen Gemeinde Rapolano Terme in der Toskana.

## Namen
Neben dem Travertino Toscano gibt es weitere Namensbezeichnungen Pietre di Rapolano, Travertino Siena oder auch Travertino Etrusco. Im internationalen Handel wird dieser Naturstein – neben der Namensbezeichnung, um italienische Farbbezeichnungen ergänzt: Chiaro (hell), Scuro (dunkel), Rosato (rötlich), Nocciola (nussbraun), Giallo (gelb) und Argentato (silbern).

## Geologie und Entstehung
In dem großen Sedimentationsgebiet um Siena gibt es zahlreiche Hydrothermalquellen, die von Wässern gespeist werden, die durch unterirdische Klüfte zur Erdoberfläche dringen. Diese Wässer, die bis zum heutigen Tag austreten, lösten Kalkstein an und wurden durch Calciumcarbonat gesättigt. Nach dem Austritt an Berghängen floss das erhitzte Wasser zu Tal und füllte Senken. Das Wasser kühlte ab, das Calciumcarbonat wurde ausgefällt und dabei abgelagert. In diesem Prozess entstanden Gesteinskomplexe mit einer Mächtigkeit von bis zu 50 Metern. Da die Thermalquellen zeitweise versiegten, wurden die nach und nach entstandenen Schichten von Ton und Feinsanden überlagert und dadurch voneinander getrennt.

## Gesteinsbeschreibung und Mineralbestand
Aufgrund der großen Ausdehnung der Lagerstätte dieses Travertins gibt es ihn in unterschiedlichen Farbtönungen. Die unterschiedlichen Färbungen dieses Gesteins verursachen wechselnde Gehalte von Eisenmineralen. Die Farben variieren je nach Gesteinsschicht. Sie reichen von hell bis dunkel, rötlich, nussbraun, gelb und silbergrau. Die Gesteinsfärbungen verursachen unterschiedliche Gehalte von Eisenoxiden.
Alle Gesteinstypen des toskanischen Travertins zeigen eine ausgeprägte Bänderung, wenn sie gegen das Lager aufgesägt und als Naturwerksteine verwendet werden. Wird dieser Travertin mit dem Lager aufgesägt, ist die Bänderung an der sichtbaren Oberfläche nicht mehr erkennbar. Die Steinoberfläche ist dann dichter und zeigt Wolkungen und Schlieren.

## Verwendung

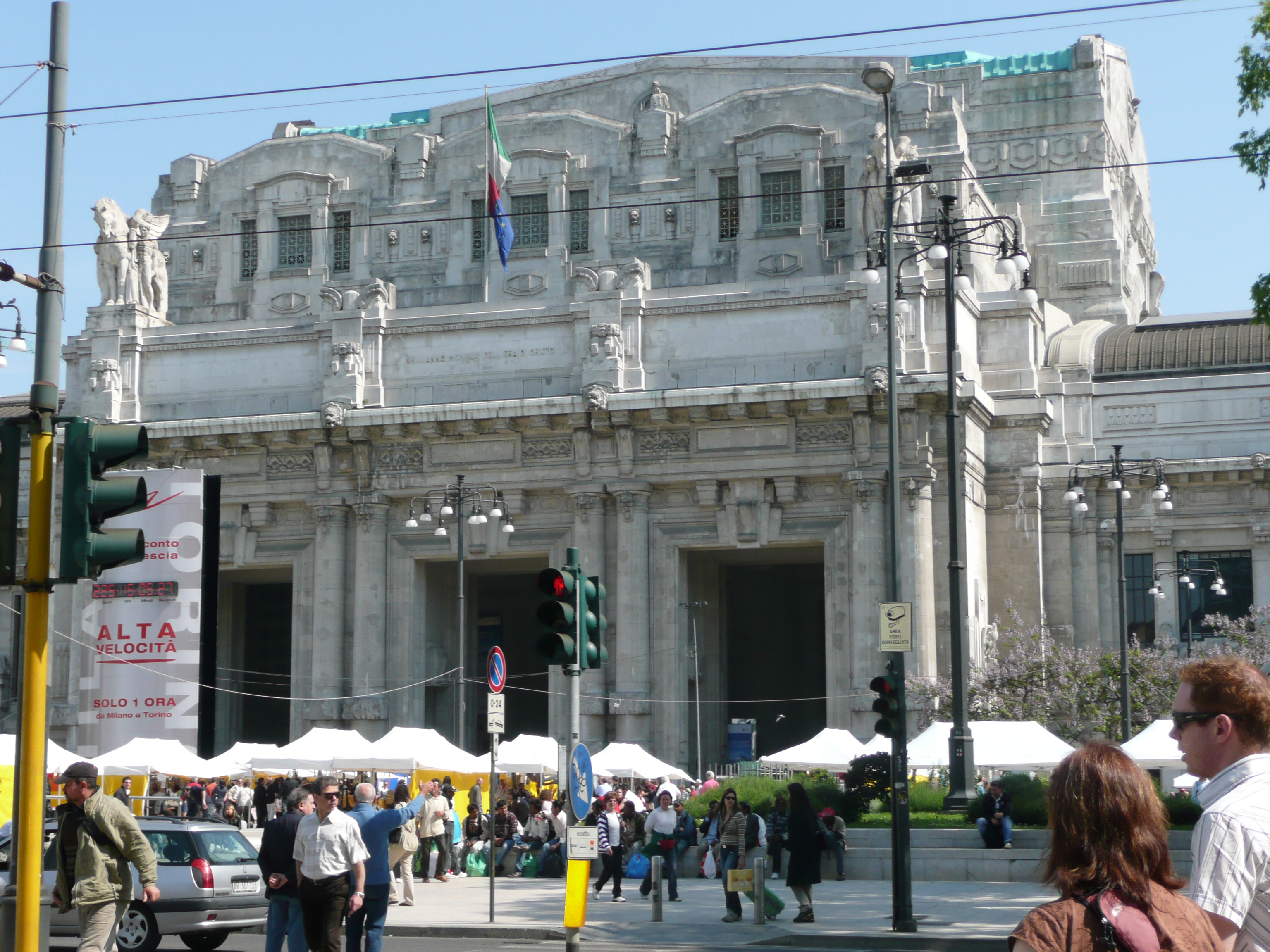
Das Gebäude des Hauptbahnhofs von Mailand besteht aus Toskanischem Travertin

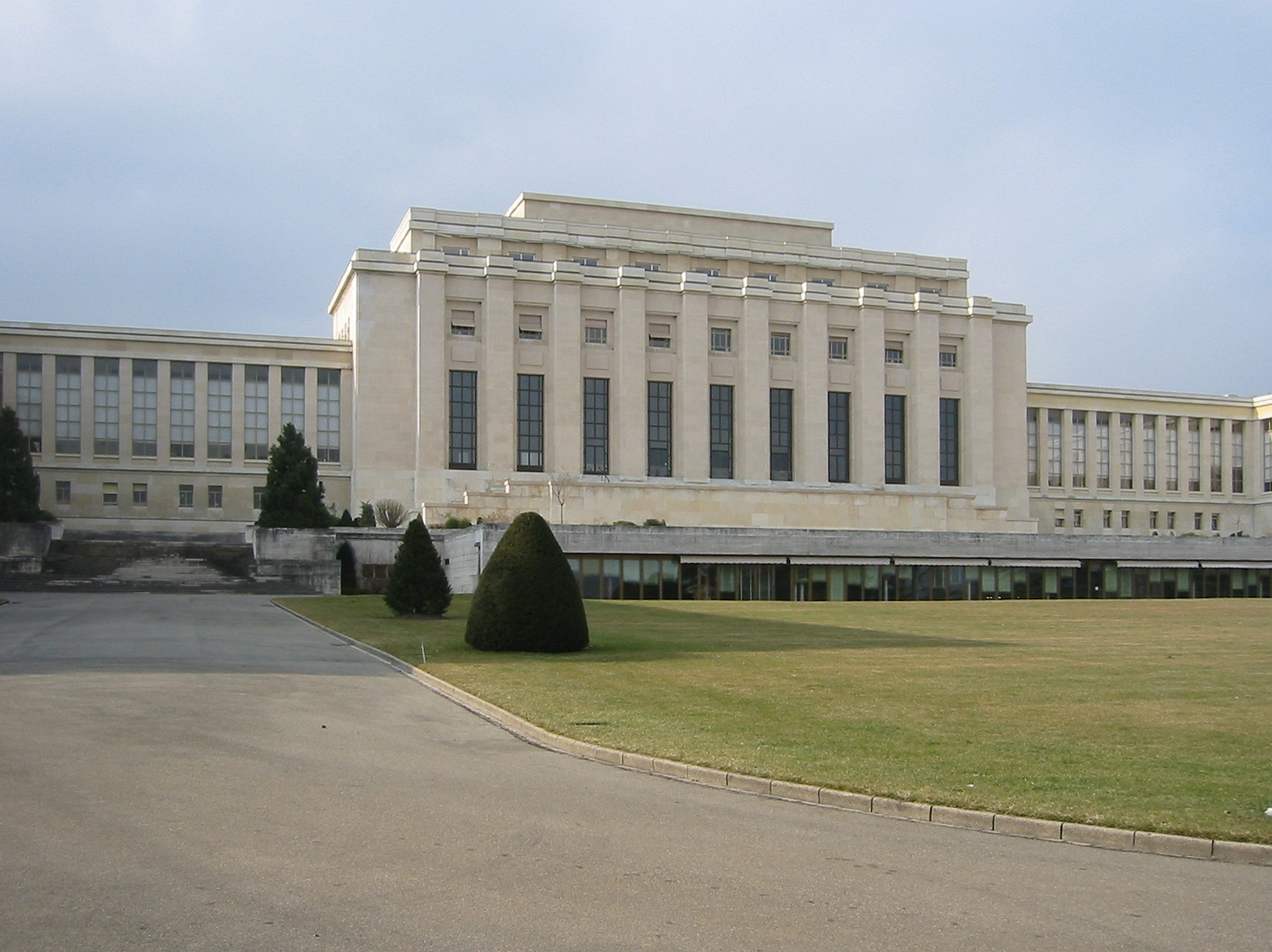
Das Büro der Vereinten Nationen in Genf wurde aus Toskanischem Travertin erbaut

Dieses Gestein wurde bereits von den Etruskern und Römern zum Bauen verwendet. Im Gebiet um Siena ist Travertin ein bis heute häufig verwendeter Baustein. Der helle Travertintyp hat in der Architektur Europas Bedeutung erlangt. In Deutschland wird dieser Travertin seit mehr als 100 Jahren verbaut.
Da toskanischer Travertin eine geringe effektive Porosität aufweist, ist er frostfest. Wird er als Bodenbelag im Freien verbaut, sollte im Winter kein Tausalz aufgetragen werden, denn Travertine sind gegen chemische Aggressoren nicht beständig. Auch eine Politur im Freien ist wegen des sauren Regens nicht beständig. Travertin Toscano kann poliert werden.
Travertino Toscano wird häufig in der Steinbildhauerei verwendet.
Im Bauwesen wird dieser Travertin heutzutage entweder gespachtelt oder mit offenen Poren verbaut.